# Edith Oker
Edith Erna Oker (* 1. Februar 1961 in Stuttgart) ist eine ehemalige deutsche Leichtathletin, die – für die Bundesrepublik Deutschland startend – bei den Olympischen Spielen 1984 mit der 4-mal-100-Meter-Staffel der Bundesrepublik den fünften Platz belegte.
Oker galt im Weitsprung und im Hürdenlauf als eines der größten Nachwuchstalente der westdeutschen Leichtathletik. Ihre mit 17 Jahren im 100-Meter-Hürdenlauf erzielten 13,41 s markierten langjährigen (bundes-)deutschen Jugendrekord. Mit 18 Jahren sprang Oker bereits 6,46 m weit und gehörte in beiden Disziplinen zu den besten Nachwuchsathleten weltweit. Achillessehnenprobleme zwangen die Schwäbin zur Aufgabe des Weitsprungs und zur Konzentration auf die 100-Meter-Hürdenstrecke.
Ihre ersten internationalen Erfolge errang Oker bei den Europameisterschaften der Junioren im Jahr 1979. Sie gewann im 100-Meter-Hürdenlauf und mit der 4-mal-100-Meter-Staffel zwei Bronzemedaillen.
Bei den Halleneuropameisterschaften der Jahre 1983 als Sechste und 1984 als Vierte stand die Hürdenspezialistin jeweils in den Endläufen über 60 Meter Hürden. 1984 zog sie zudem in den Endlauf über 60 Meter ein und belegte Platz sechs unter den besten europäischen Sprinterinnen.
Bei den Olympischen Spielen 1984 Los Angeles startete Edith Oker über 100 Meter Hürden (Zwischenlaufsfünfte) und belegte in der 4-mal-100-Meter-Staffel an der Seite ihrer Kolleginnen Michaela Schabinger, Heidi-Elke Gaugel und Ute Thimm in 43,57 s den fünften Rang.
Oker, die für die Stuttgarter Kickers, den VfB Stuttgart und zuletzt die LG Bayer Leverkusen startete, gewann fünf nationale Meistertitel:
- Halle: 1984 Sprint, 1984 Hürdenlauf, 1987 Hürdenlauf, 1989 Weitsprung
- Freiluft: 1986 Hürdenlauf